# Def Jam Germany
Def Jam Germany ist ein Ableger von Def Jam Recordings. Die Neugründung erfolgte durch Sido (Paul Hartmut „Siggi“ Würdig). Die deutsche Abteilung von Def Jam Recordings, bei der einige wichtige deutschsprachige Rap-Künstler wie Pyranja und Spezializtz unter Vertrag genommen wurden, wurde 2002 in Urban/Def Jam Label Group eingegliedert, was faktisch das Ende der Deutschrap-Sparte von Def Jam bedeutete. Das erstes Signing durch Sido wurde im Juni 2020, nach der Wiederbelebung, der Rapper Bozza. Dieser erreichte darauf das erste Mal die deutschen Single-Charts.